# Толос (Афины)

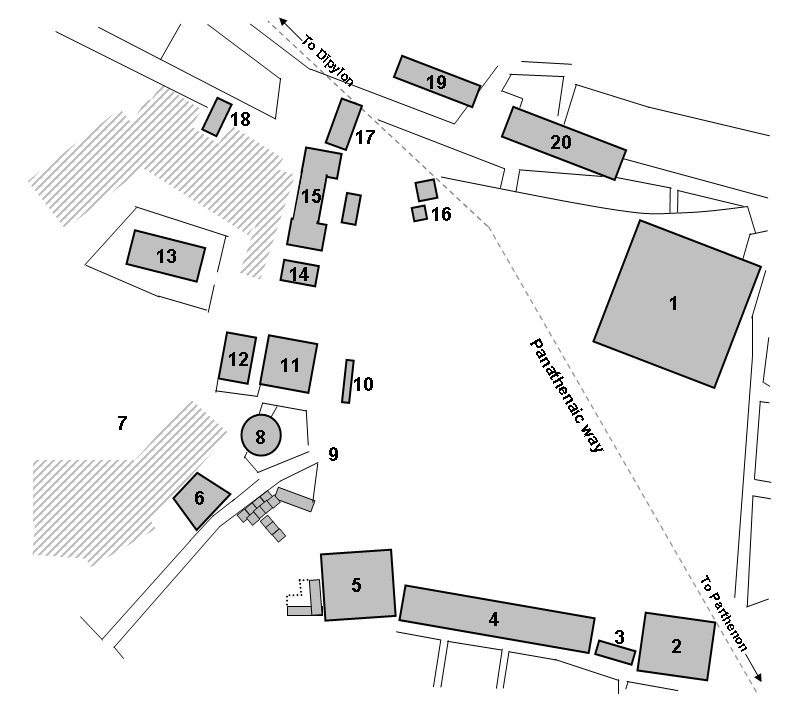
План Афинской агоры в V веке до н. э.
1 — Перистильный внутренний двор
2 — Монетный двор
3 — Девятиструйный фонтан
4 — Южная стоя I
5 — Эакион
6 — Стратегий
7 — Колон Агорский
8 — Толос
9 — Плиты
10 — Монумент эпонимов
11 — Старый булевтерий
12 — Новый булевтерий
13 — Храм Гефеста
14 — Храм Аполлона Патрооса
15 — Стоя Зевса Элефтерия
16 — Алтарь двенадцати богов
17 — Царская стоя
18 — Храм Афродиты Урании
19 — Стоя Гермеса
20 — Расписная стоя

Толос (греч. Θόλος, «купол») — одно из самых важных общественных зданий Афинской агоры в Древних Афинах, пританей, куполообразное здание диаметром 18,32 метра. Здание построено в 470 году до н. э. из травертина в западной части агоры и имело шесть колонн внутри, три на востоке и три на западе для поддержки потолка и портик на восточном фасаде, добавленный в I веке до н. э. В Толосе заседали 50 пританеев Буле (Совета пятисот) после реформы Клисфена в 508—507 годах до н. э.
Пританы избирались из числа Буле по жребию и председательствовали в Буле и Экклесии (Народном собрании) в течение 35 или 36 дней. Таким образом каждая из десяти фил в течение года по очереди председательствовала в Совете. Эпистат — начальник пританов выбирался на одни сутки по жребию из числа пританов.
В Толосе обедали на государственный счет пританеи, государственные писцы, во время подготовки Панафиней — афлофеты, заслуженные граждане и иностранные послы. Треть пританов, а именно семнадцать, проводила ночь в Толосе на случай неожиданных происшествий. В Толосе хранились эталоны мер и весов Толос был построен среди общественных зданий агоры VI века до н. э. и был заброшен около 400 года.